# Довгопер
Довгопер, або довгопер середземноморський (Dactylopterus volitans) — вид риб родини Довгоперові (Dactylopteridae), належить до монотипового роду Dactylopterus.

## Ареал

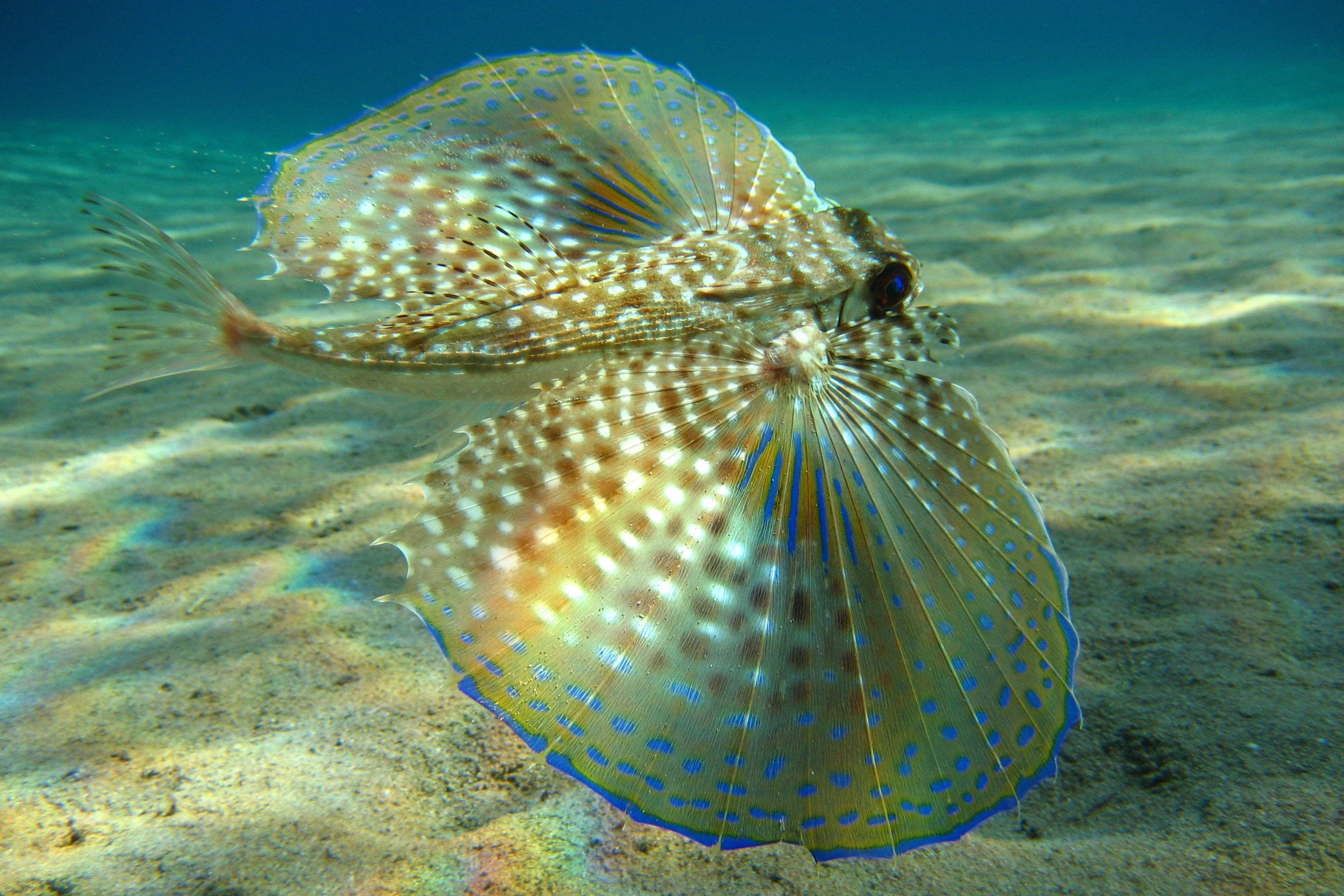
Dactylopterus volitans у Середземному морі, біля східного Криту

Поширений у тропічних і помірних теплих водах по обидва береги Атлантики. На заході від Нью-Джерсі на півночі до Бразилії на півдні. На сході — від Ла-Манша на півночі до Анголи на півдні. В Чорному морі — випадковий вид, був відзначений лише двічі, обидві знахідки біля берегів України. Перший раз був відзначений у 1979 році у Одеській затоці, другий — у 2013 році біля селища Любимівка, Севастополь.